# Livadário Nóbrega
Livadário Nóbrega (São Bento do Sul, 29 de junho de 1915 — 1 de junho de 2010) foi um político brasileiro. Filho de Carlos Nóbrega e de Elvira de Sousa Nóbrega. Casou com Cirene Nelly Siqueira, com quem teve filhos.
Livadário fez sua vida profissional no município de Joinville, onde foi representante comercial e exerceu o cargo de Escrivão de Polícia na Delegacia Regional. 
Na mesma cidade, ocupou o cargo de Secretário Municipal de Saúde e Assistência e foi Chefe do Gabinete do Prefeito.
Pelo Partido de Representação Popular (PRP), concorreu cinco vezes à vaga de Deputado Estadual para a Assembleia Legislativa de Santa Catarina, exercendo o mandato na 3ª legislatura (1955 — 1959), quando ocupou a função de 2º Vice-Presidente da Mesa Diretora, e na  5ª legislatura (1963 — 1967), quando exerceu a função de 1º Secretário da Mesa.
Para a 6ª Legislatura (1967-1971), disputou vaga de Deputado à Assembleia Legislativa Estadual pela legenda da Aliança Renovadora Nacional (ARENA), ficou na suplência e não foi convocado.
Em 1999, recebeu homenagem da Assembleia Legislativa catarinense pelas legislaturas exercidas.
Faleceu em 1 de junho de 2010. 